# 양지 (쇠고기)

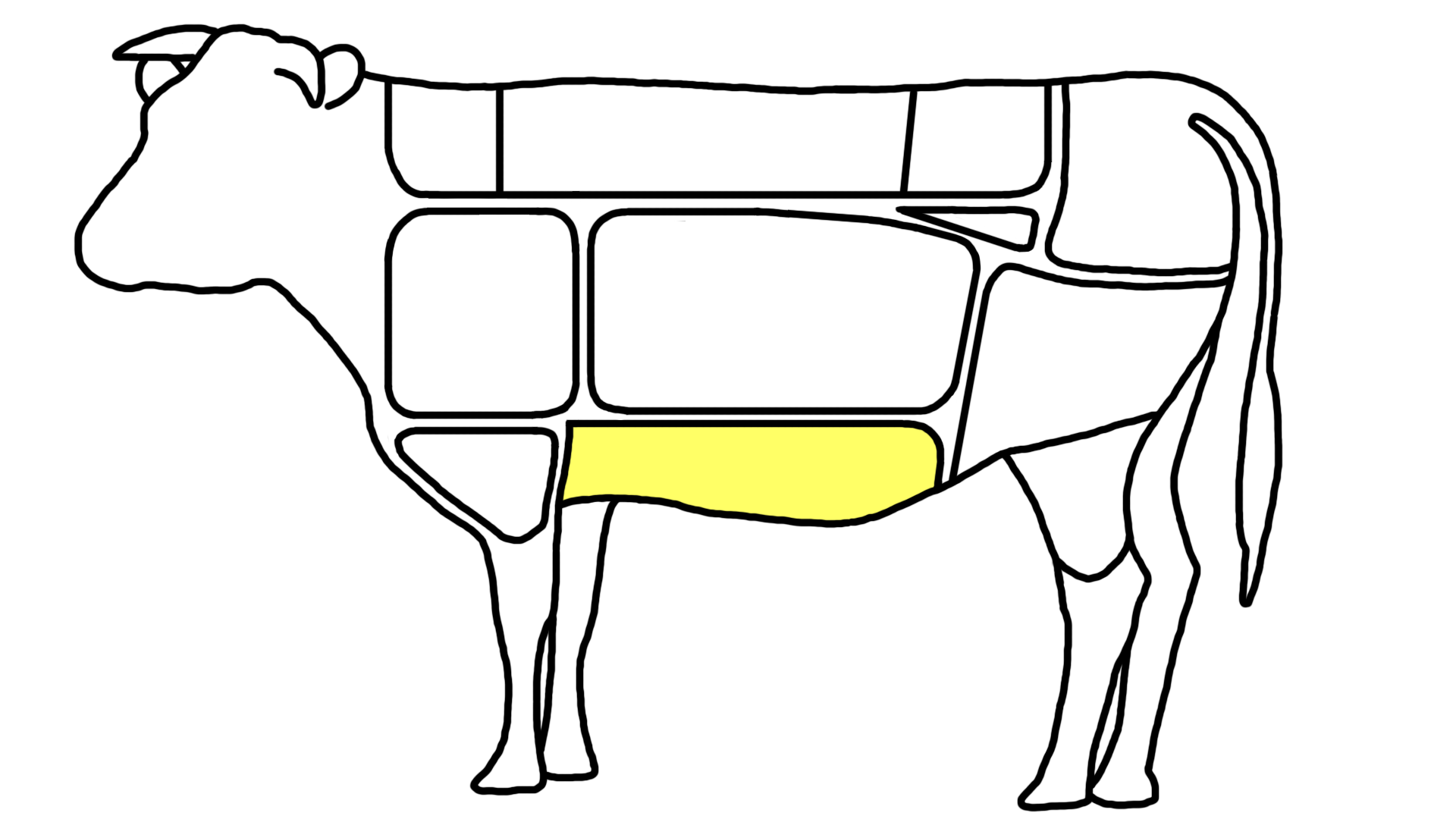
양지

양지는 소의 배 부위의 고기이다.

## 부위
양지는 양지머리, 차돌박이, 업진살, 업진안살, 치마양지, 치마살, 앞치마살로 이루어져 있다.

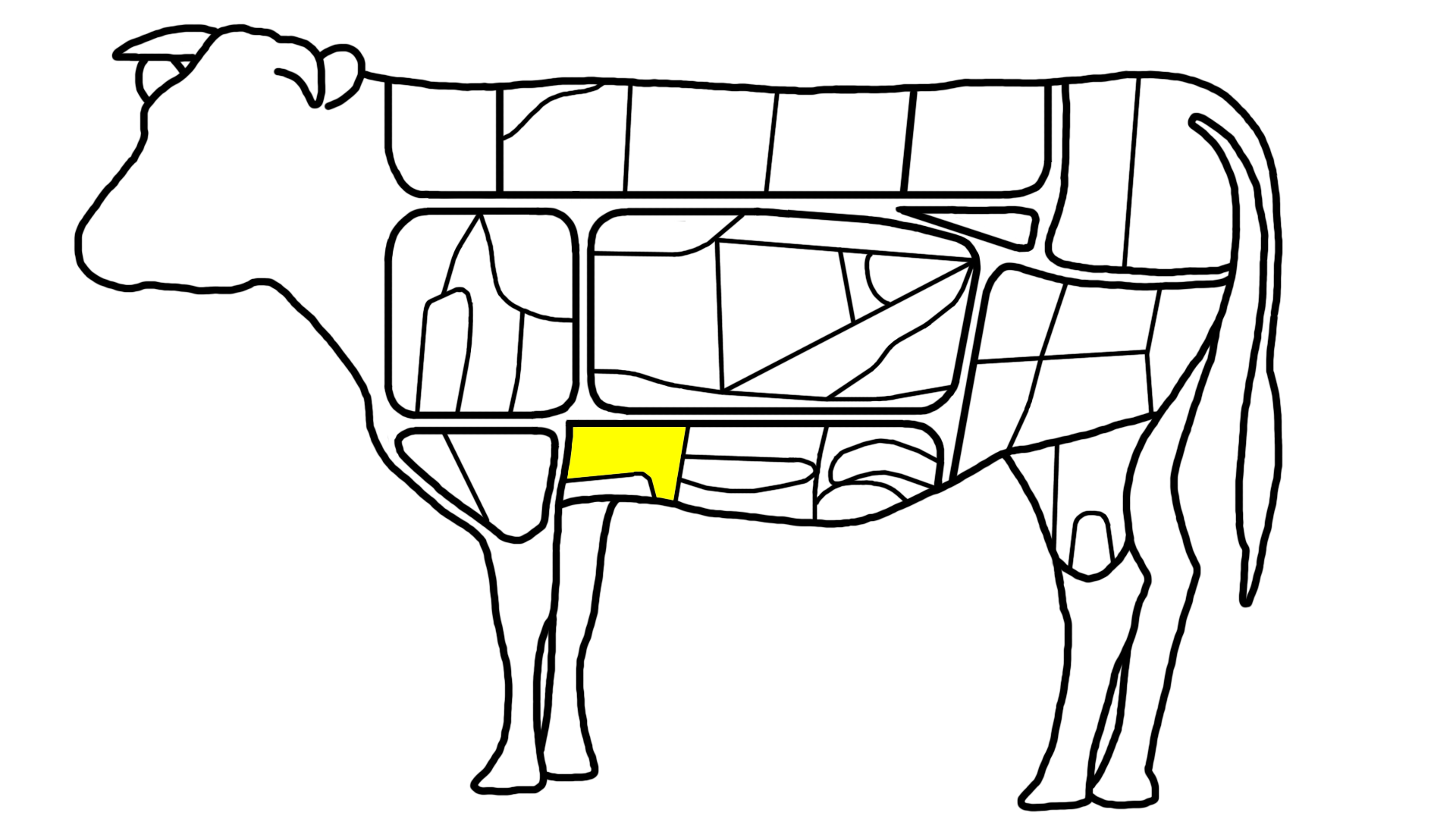
양지머리
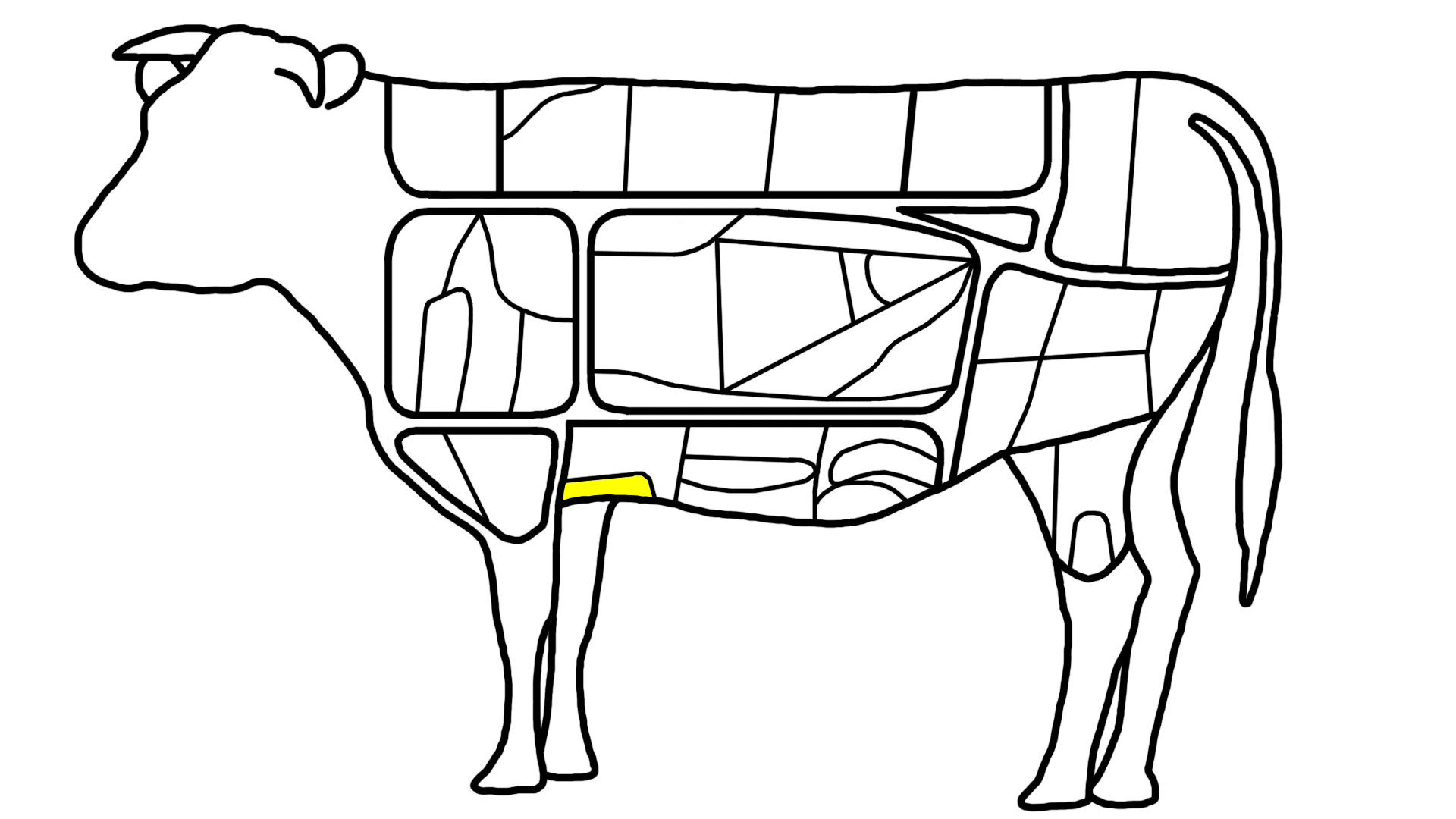
차돌박이
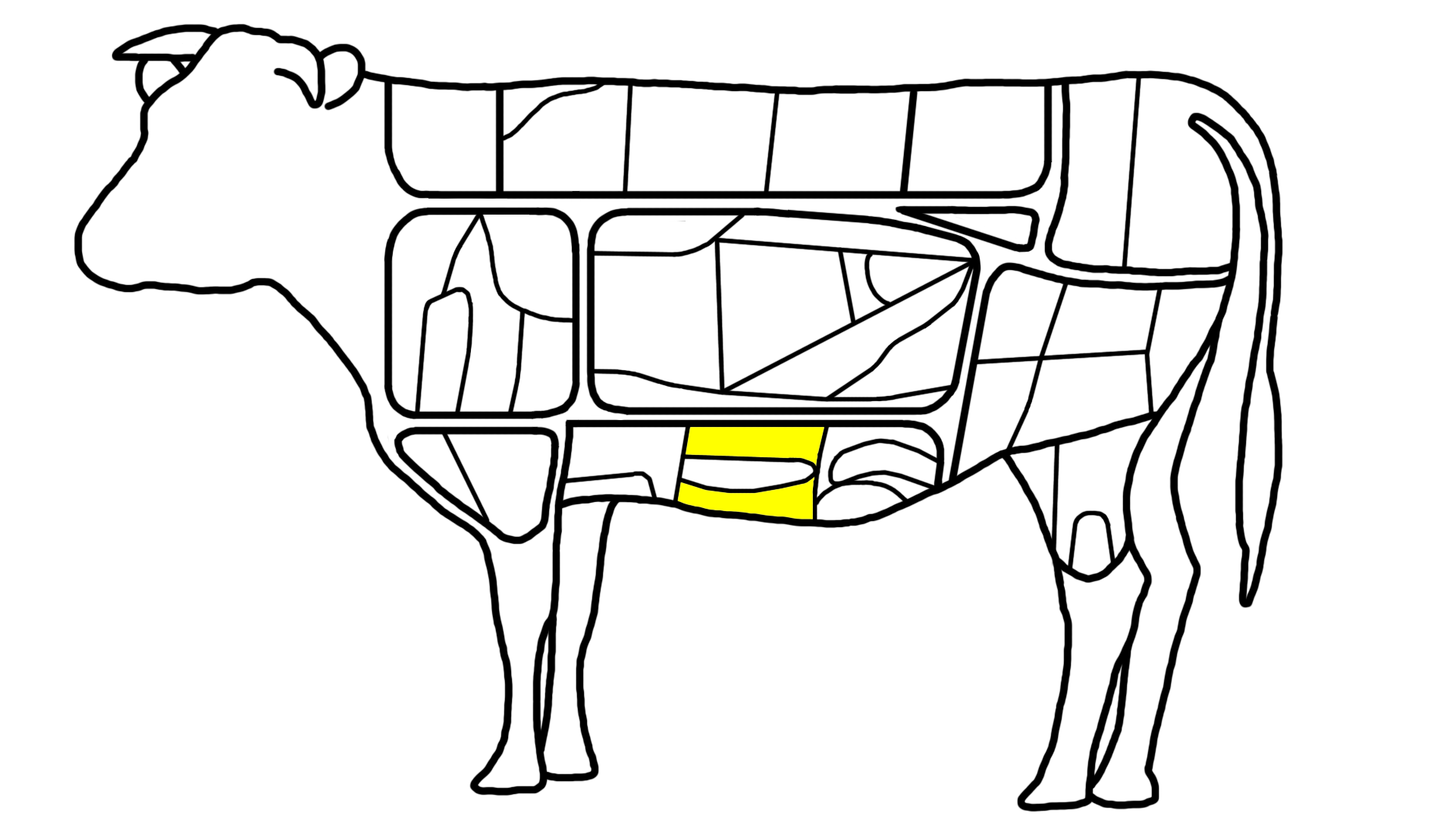
업진살
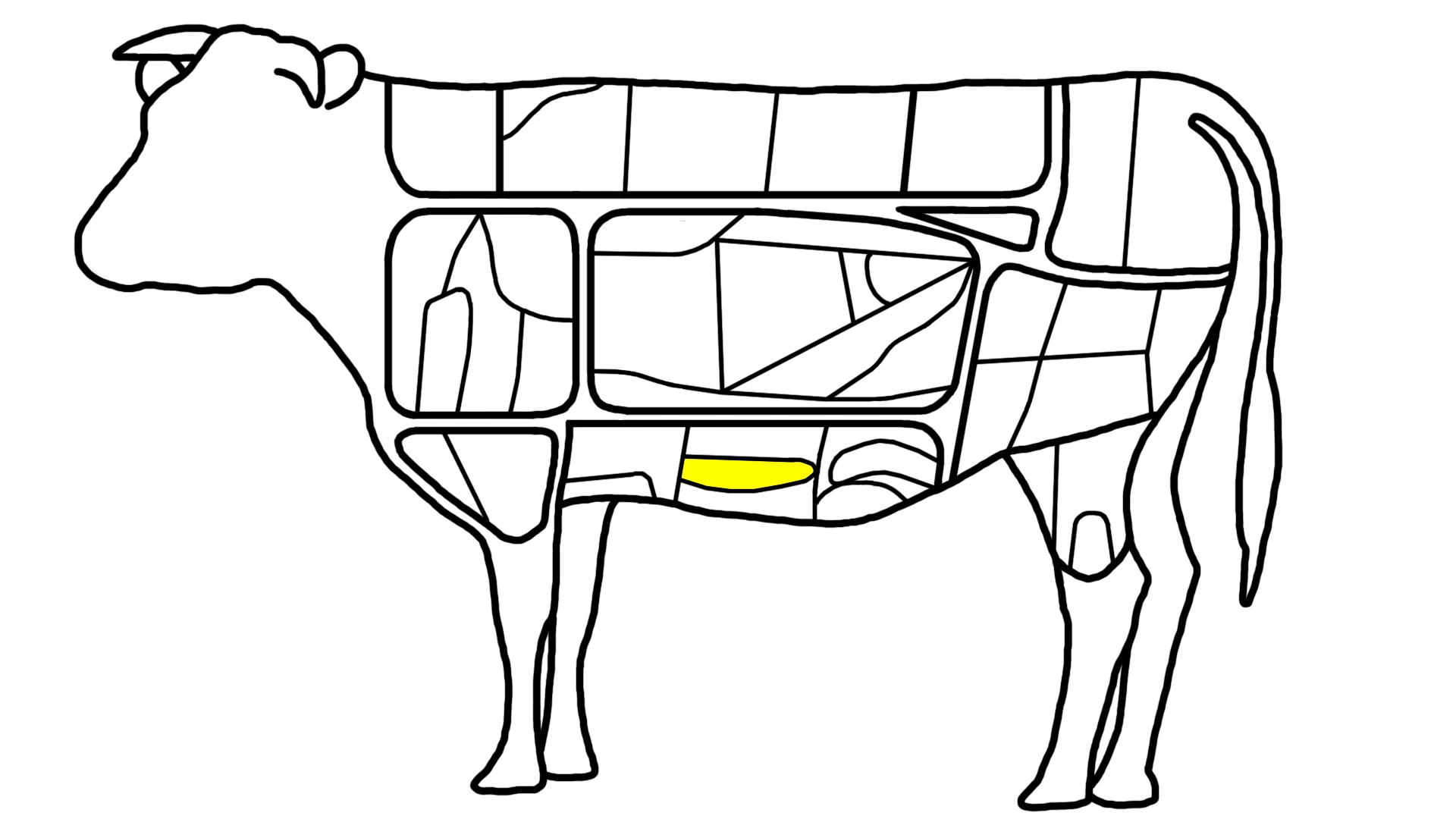
업진안살
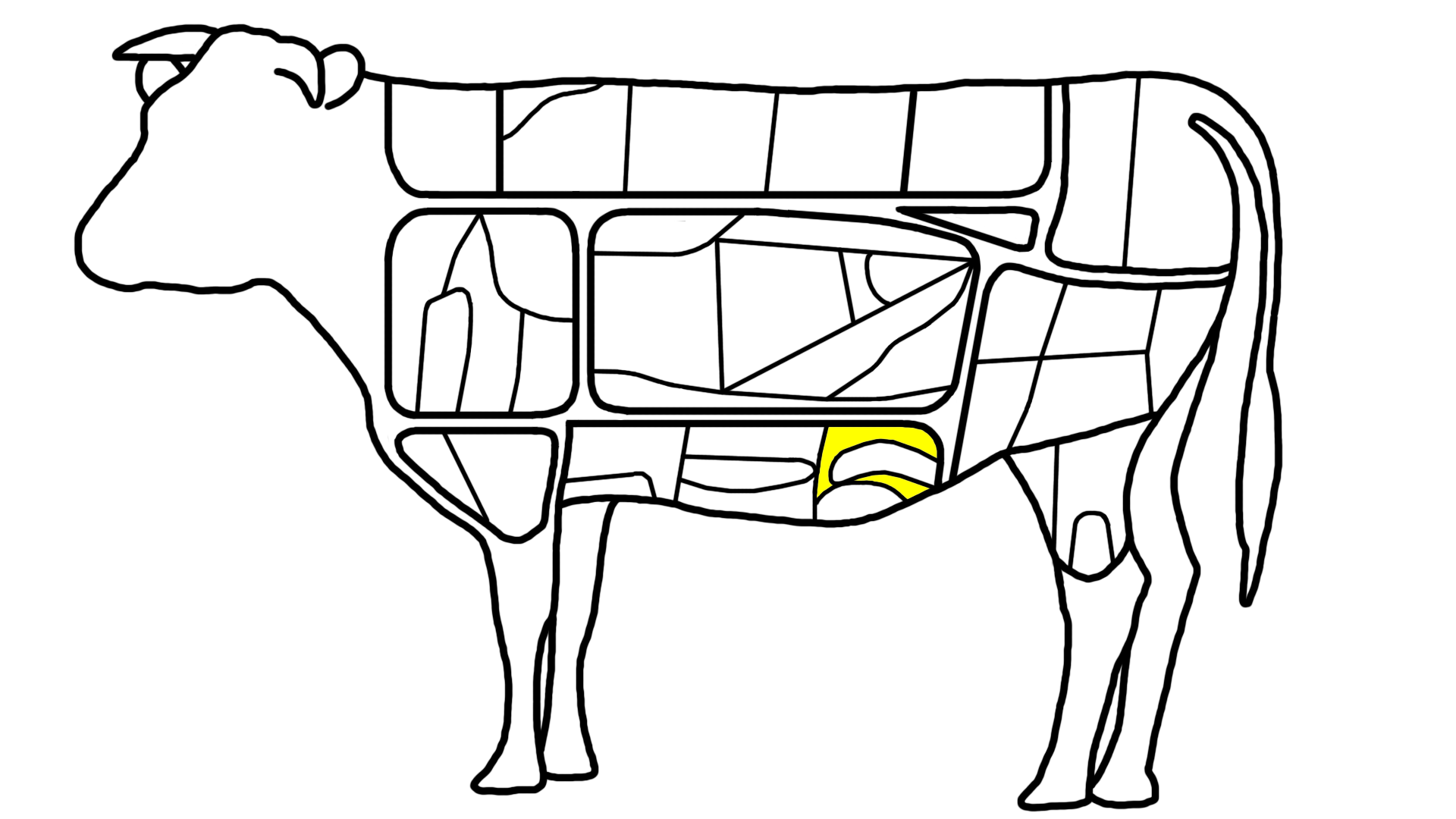
치마양지
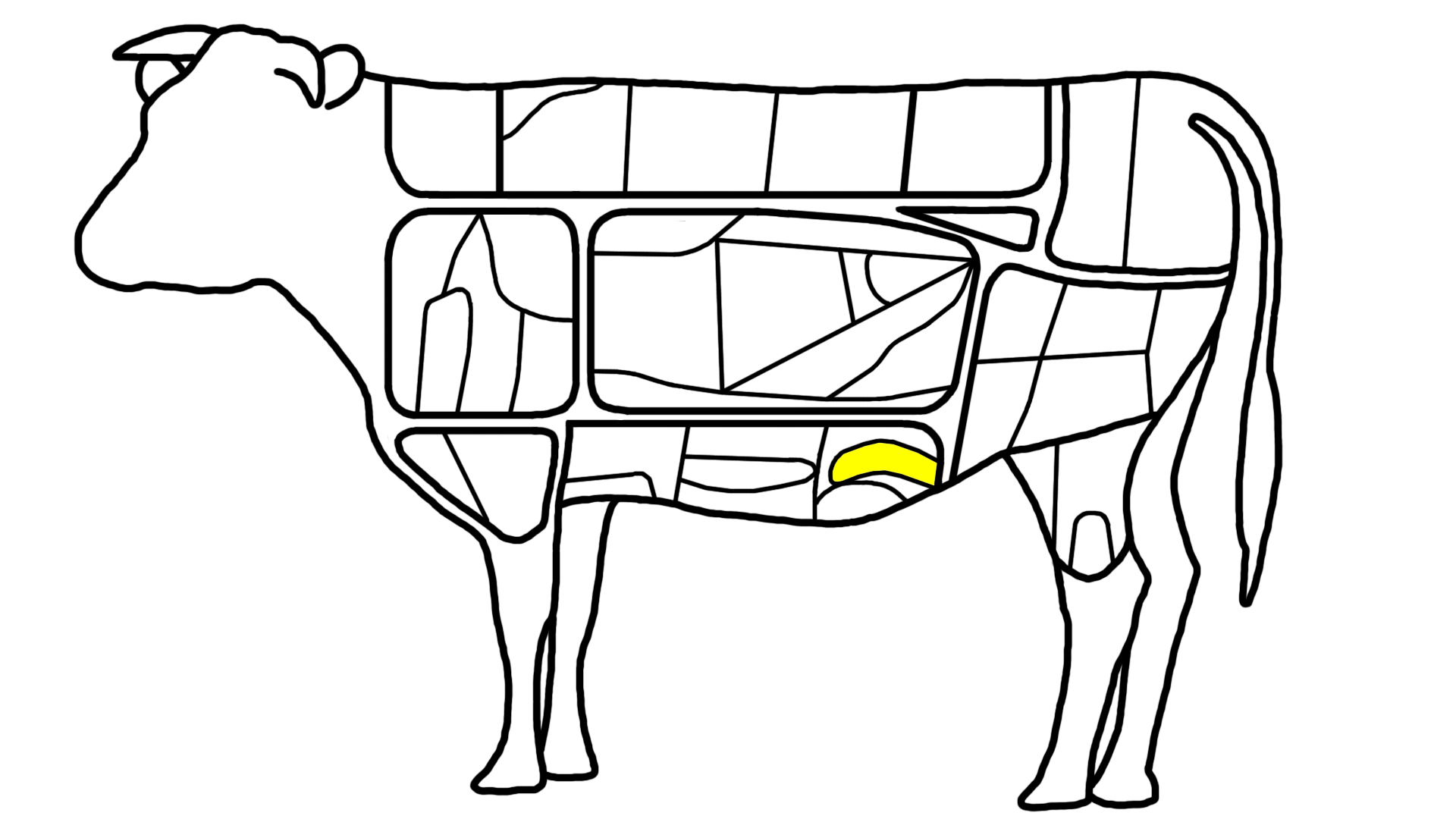
치마살
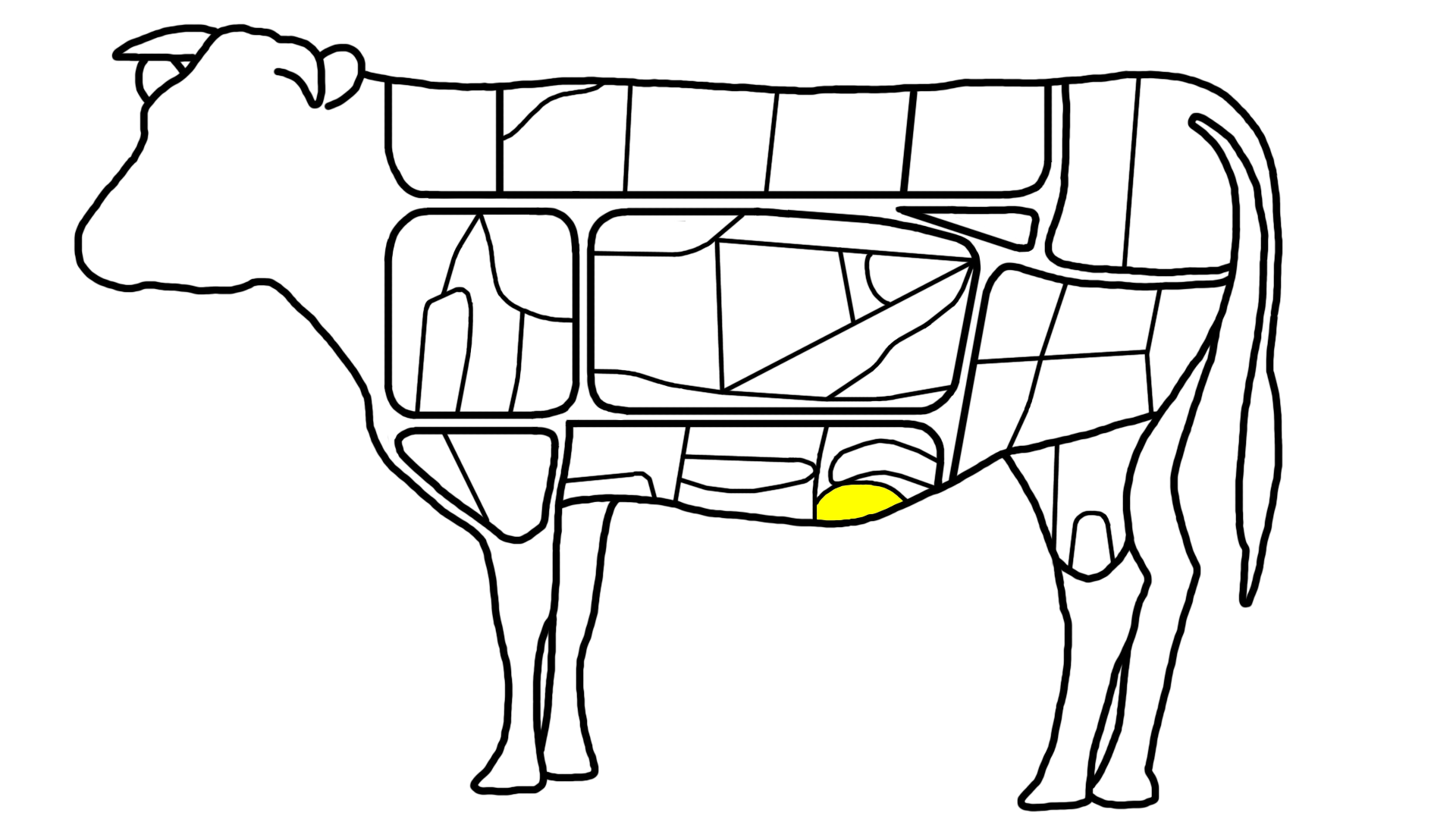
앞치마살

## 같이 보기
- 플랭크
- 플레이트